# Alfred Kidder
Alfred Vincent Kidder (* 29. Oktober 1885 in Marquette, Michigan; † 11. Juni 1963 in Cambridge, Massachusetts) war ein amerikanischer Archäologe und Anthropologe. Er gehörte zu den führenden Wissenschaftlern hinter der Erkundung des amerikanischen Südwestens zu Beginn des 20. Jahrhunderts. Er verfasste die ersten umfassenden Berichte zur prähistorischen Geschichte Nordamerikas und gab der Archäologie Nordamerikas eine in wesentlichen Zügen noch heute gültige Systematik.

## Leben

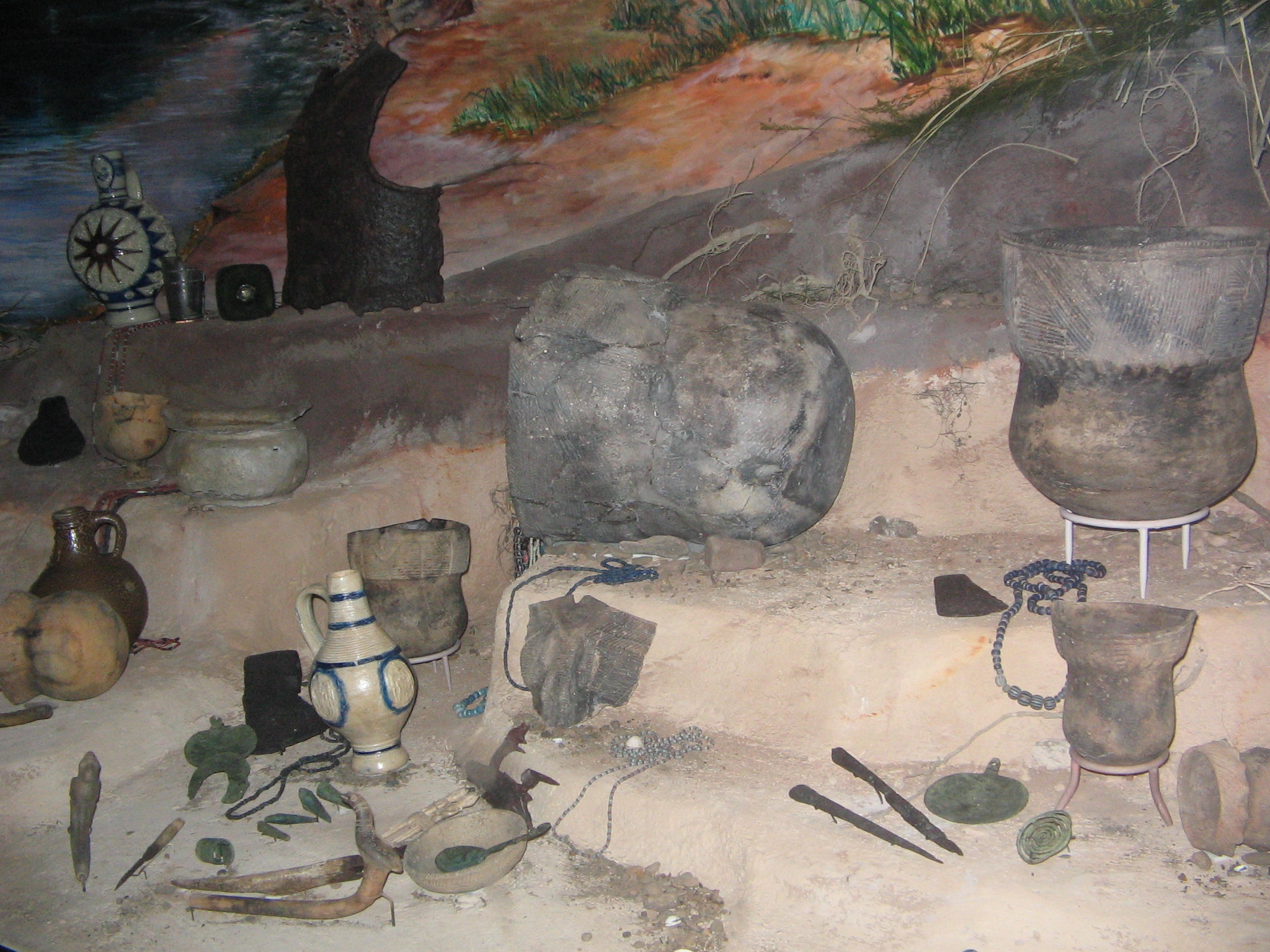
Indianische Artefakte im State Museum of Pennsylvania

Kidder wurde als Sohn eines Minenarbeiters geboren. In seiner Jugend reiste er nach Europa, bevor er sich in Boston niederließ. Schon früh las er viel über die Geschichte der nordamerikanischen Indianer und über Archäologie. 1904 schrieb er sich an der Harvard University ein, um Medizin zu studieren. Die medizinischen Praktika sagten ihm aber gar nicht zu. 1907 bewarb er sich um einen Sommerjob für die University of Utah und reiste daraufhin mehrere Sommer lang durch den Südwesten der USA. 1908 schloss er sein Studium in Harvard ab – in Archäologie notabene. 1910 heiratete er seine Frau Madeleine, mit der er fünf Kinder hatte.
1914 wurde Kidder für seine Arbeit „Cliff Dwellers and Basket Maker“ der Doktortitel verliehen. Danach kehrte Kidder in den Südwesten zurück, vielfach auf den Spuren von Adolph Francis Alphonse Bandelier, eines anderen Mannes, der für die amerikanische Archäologie zentral war.
Zwischen 1915 und 1929 war Kidder an mehreren Ausgrabungen im Südwesten maßgeblich beteiligt, darunter im Pecos Pueblo in der Nähe von Santa Fé, New Mexico. In den Pueblos des Südwestens war das Graben gemäß den Regeln der Stratigraphie, der ältesten systematischen Grabungsmethode, besonders einfach und aufschlussreich. Die Lehre der Stratigraphie besagt, dass die ältesten Überreste in einem Grabungshügel zuunterst liegen und die neuesten zuoberst. In den Pueblos wurde der Abfall einfach in den Räumen am Boden gestapelt und dann wieder mit Sand zugedeckt und weiter gestapelt. Wenn der Raum voll war, hat man wahrscheinlich einfach einen neuen darüber oder daneben gebaut. Selbst Tote wurden so, teilweise sehr lieblos, in Zimmern verscharrt.
Aus den Pueblos barg Kidder eine sehr große Zahl von Artefakten, insbesondere Tonscherben, Flechtwerk und menschliche Knochen. Anhand der Tonscherben und des Flechtwerks erstellte Kidder die erste Chronologie der Kulturen des Südwestens. Die Tonscherben konnten anhand von Verzierungen und anderen Eigenschaften ziemlich eindeutig verschiedenen Epochen zugeordnet werden, aufgrund der Lage in den Schichten konnte zudem ihr relatives Alter bestimmt werden. Die absolute Datierung, also die genaue Angabe, wann ein bestimmter Keramikstil „Mode“ war, konnte erst später, zuerst durch die Dendrochronologie, später durch die C-14-Methode festgestellt werden. Kidder stellte 1927 an der ersten von ihm einberufenen Pecos-Konferenz (die danach regelmäßig stattfinden sollte) diese Chronologie der frühen Kulturperioden Nordamerikas vor:
| Pecos-Klassifikation nach Kidder |
| -------------------------------- |
| Basket Maker I                   |
| Basket Maker II                  |
| Basket Maker III                 |
| Pueblo I                         |
| Pueblo II                        |
| Pueblo III                       |
| Pueblo IV                        |
| Pueblo V                         |

Die Basket Maker bekamen ihren Namen, weil alle ihre Gerätschaften Flechtwerk waren, besonders die Körbe. Am Ende der Basket Maker III-Periode wurde die Keramik entwickelt und der Bau der großen Pueblos begann, davor wohnten sie in Erdgrubenhäusern. Das Schema wird, mit geringen Modifikationen, noch heute angewendet.
1924 stellte Kidder sein zum Standardwerk gewordenes Introduction to the Study of Southwestern Archaeology vor. Darin beschreibt er detailliert die Herkunft und die Entwicklung der Anasazi-Kultur. 1927 wurde er in die American Academy of Arts and Sciences gewählt, 1934 in die American Philosophical Society und 1936 in die National Academy of Sciences.
Später beschäftigte sich Kidder auch mit den Grundlagen der Archäologie in Mexiko und Mittelamerika. 1952 war er an der Gründung der New World Archaeological Foundation beteiligt, da der Forschungsfortschritt trotz signifikanter Entdeckungen in den Dreißiger- und Vierzigerjahren des 20. Jahrhunderts insgesamt recht bescheiden war, besonders weil sich nach Ansicht der Gründer zu wenig Leute mit der Materie beschäftigen würden.

## Nachwirkung
Neben seinen Werken, die als Standardwerke der amerikanischen Archäologie gelten, wird das Andenken an Kidder durch die nach wie vor stattfindenden Pecos-Konferenzen wachgehalten. Alle drei Jahre wird der „Kidder Award for Achievement in American Archaeology“ vergeben. Dazu wurden im Peabody-Museum 100 Bronzemedaillen hinterlegt. Der Preis wird also während dreihundert Jahren vergeben werden können.

## Spätere Aufarbeitung

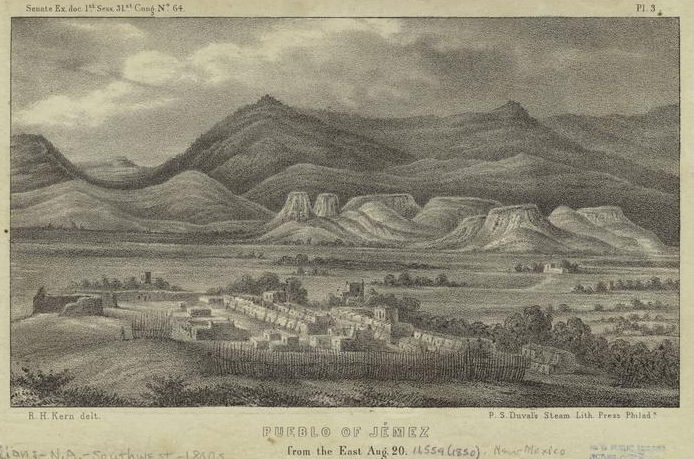
Jemez-Pueblo, um 1850

Kidder grub, besonders in den Jahren 1915 bis 1929 im Pecos-Pueblo, ohne Rücksicht auf potentielle Ansprüche der einheimischen Bevölkerung, obwohl er wusste, dass es wohl Verbindungen zu noch lebenden Indianerstämmen gab. Zur Zeit seiner Grabungen war das Land noch Privateigentum, was aber später durch den Native American Graves Protection and Repatriation Act von 1990 geändert wurde. Das Gesetz verlangt, dass menschliche Überreste und Kulturelle Schätze von staatlich finanzierten Institutionen an die Indianer zurückgegeben werden müssen. Peco wird daher heute von den Jemez verwaltet. 1999 wurden die menschlichen Überreste aus Kidders Ausgrabungen wieder an die Jemez zurückgegeben und dort im Pecos National Historic Park erneut beigesetzt. Unweit davon, in der Nähe vom Pecos-Pueblo ist auch Kidder selber begraben.

## Werke
Kidders Werke beinhalten "Introduction to the Study of Southwestern Archaeology (1924)", das als erstes umfassendes Werk zur Archäologie der Neuen Welt gilt; "The Pottery of Pecos (2 vol., 1931-36)"; "The Artifacts of Pecos (1932)" und "Pecos, New Mexico: Archaeological Notes (1958)".
- Kidder, Alfred V. “Prehistoric cultures of the San Juan drainage - 1914.” Reproduced in Alfred V. Kidder, by Richard B. Woodbury, Columbia University Press, New York, 1973, pp. 99-107.
- Kidder, Alfred V. and Kidder, Mary A.  “Notes on the pottery of Pecos - 1917.” American Anthropologist 19(3):325-360.
- Kidder, Alfred V., Jennings, Jesse D., Shook, Edwin M. Shook, with technological notes by Anna O. Shepard.  “Excavations at Kaminaljuyu, Guatemala.” Carnegie Institution of Washington. Publication 561. Washington, D.C. 1946.